# 什梅米斯城堡
什梅米斯城堡（阿拉伯语：‎）是一座位於敘利亞哈馬省東南30公里處，塞萊米耶西北3公里的城堡遺跡。

## 歷史
什梅米斯城堡最早建於前1世紀，是由埃梅塞尼王朝的第一位祭司國王埃梅塞尼一世在一座死火山的頂部建造。然而大部分城堡的原始結構，在隨後的百年被地震所破壞。並在西元613年被波斯國王霍斯劳二世下令摧毀。從8世紀到900年左右，什梅米斯所在的周邊地區是伊斯瑪儀派的發展中心。
西元1229年，城堡由來自霍姆斯的阿尤布王朝總督谢尔库赫重建。其主要工程則由阿尤布切爾庫（Ayyubid Cherkouh）負責。重建的年代由阿布·菲達記載約為626年（1228年）定下，而穆罕默德·庫爾德·阿里在他的著作al-Sham Plans則記載為627年（1229年）。
1260年，城堡被蒙古族摧毀，並在1401年再度被韃靼人摧毀。此後荒廢至19世紀中葉，該地區才重新有人定居，今天的城堡已成廢墟，只有少數部分牆壁保存完好。
在2023年的2023年土耳其－敘利亞地震中，該城堡據傳遭到地震破壞。

## 建築設計
這座城堡建在覆蓋著圓錐形山頂的玄武岩層上。該山頂被15公尺深的護城河所環繞，並提供了一口非常深的井來滿足城堡的水源需求，並設有一口井用於補給。後井的牆壁上則覆蓋著一層石灰和污泥。這座城堡在過去曾是皇宮的所在地，也是士兵居住的區域。其位置擁有超過50公里的觀景區域提供防禦。
當前城堡少數留存的遺構，僅剩外部的防禦牆：部分門樓、城牆、突出的塔樓和護城河遺跡，建築內部結構已經崩毀，城牆上設有的塔樓共有11座，其大小約為6至8.8公尺之間。其牆壁由兩層玄武岩塊砌成，內部用鑄石砌成。

## 圖片

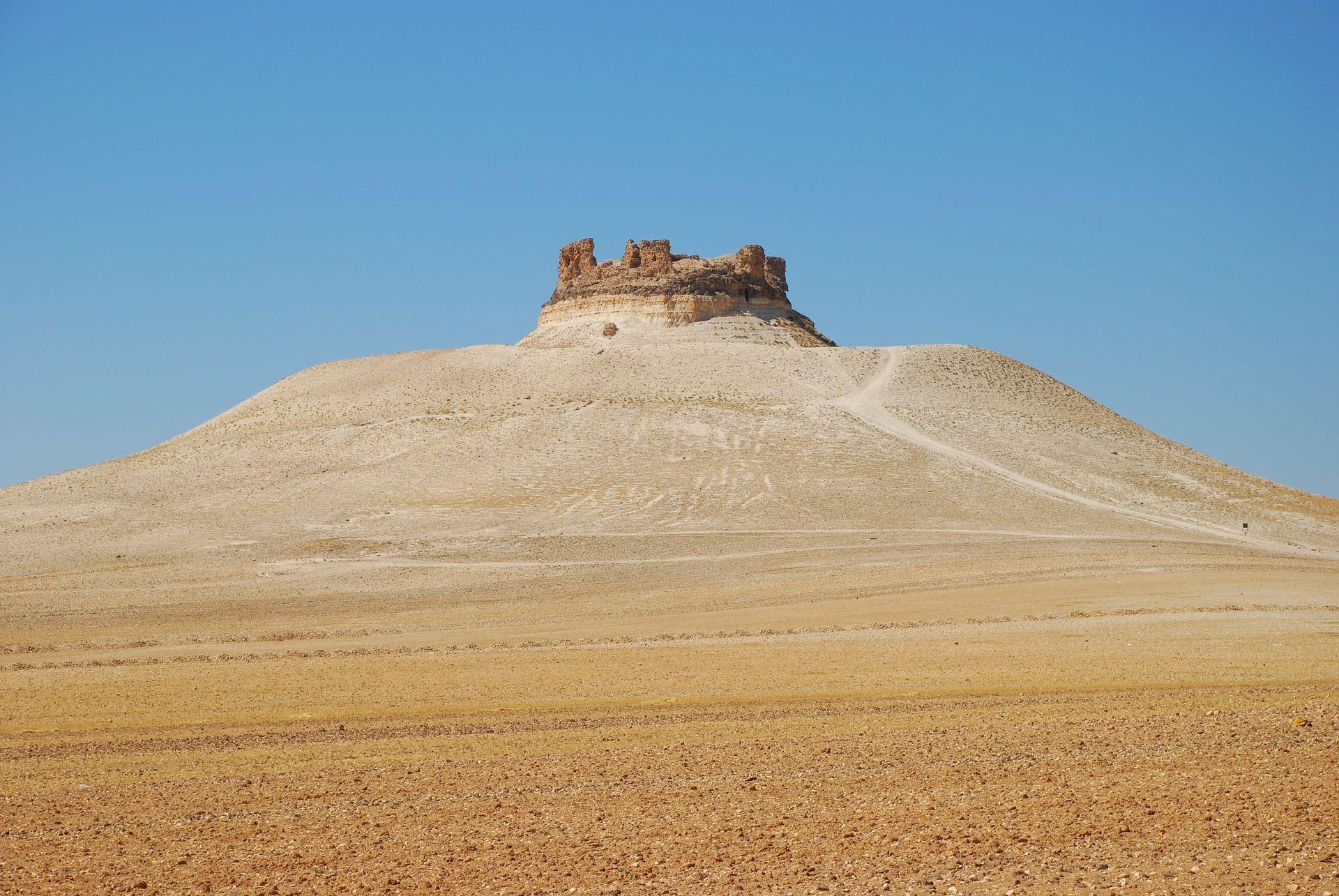
從遠方遙望城堡
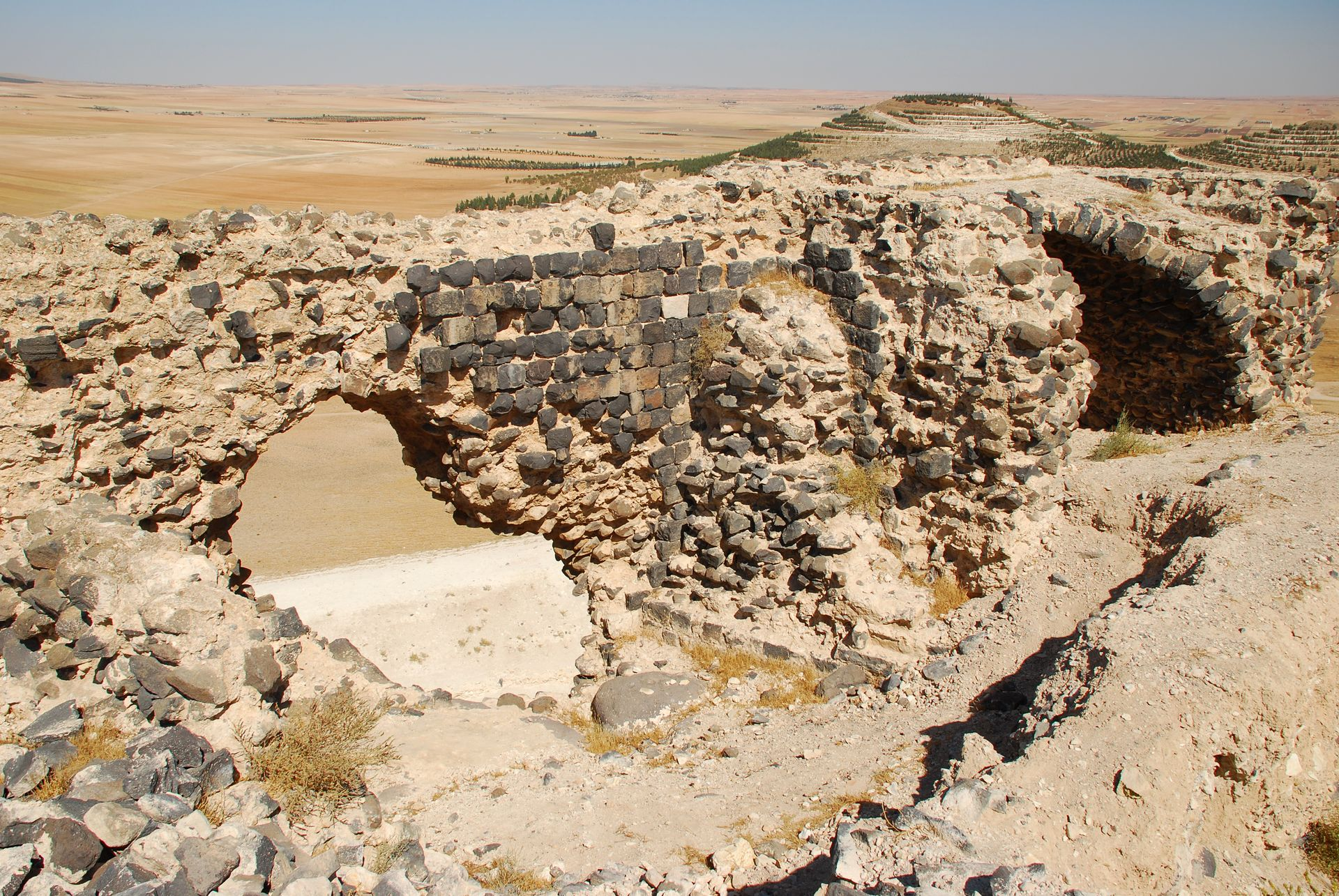
城堡廢墟，其結構為玄武岩石。
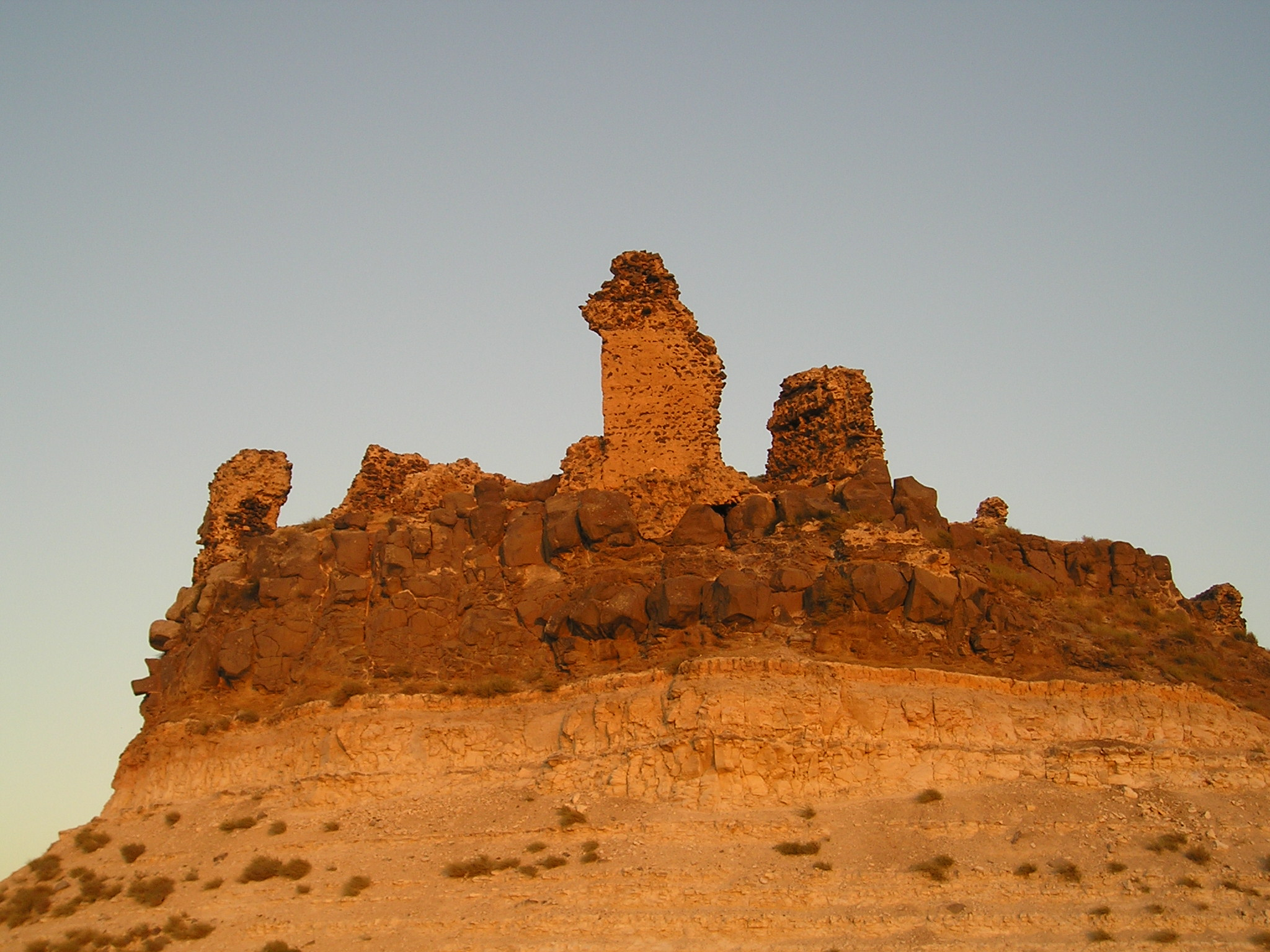
城堡近景

## 外部連結
- الموقع الرسمي لمحافظة حماة （页面存档备份，存于）

35°2′12.48″N 37°0′48.63″E / 35.0368000°N 37.0135083°E